# Convair C-131 Samaritan
El Convair C-131 Samaritan fue un transporte militar bimotor estadounidense producido de 1954 a 1956 por Convair. Fue la versión militar de la familia Convair CV-240 de aviones comerciales.

## Diseño y desarrollo
El diseño comenzó con un requerimiento de producción de American Airlines de un avión comercial presurizado destinado a reemplazar al clásico Douglas DC-3. El diseño original de Convair tenía dos motores y 40 asientos, por lo que fue designado CV-240. El primer CV-240 voló el 16 de marzo de 1947, y los primeros aviones de producción fueron entregados a American el 28 de febrero de 1948. Se entregaron 75 unidades a esta aerolínea, yendo otros 50 a Western Airlines, Continental Airlines, Pan American Airways, KLM, Sabena, Swissair y Trans Australia Airlines.

## Historia operacional

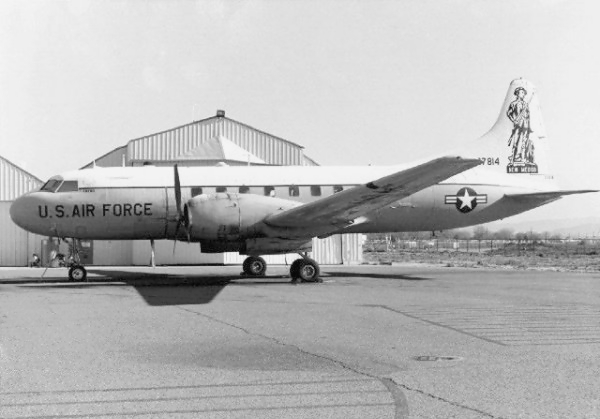
Un C-131B usado por la Guardia Aérea Nacional de Nuevo México.

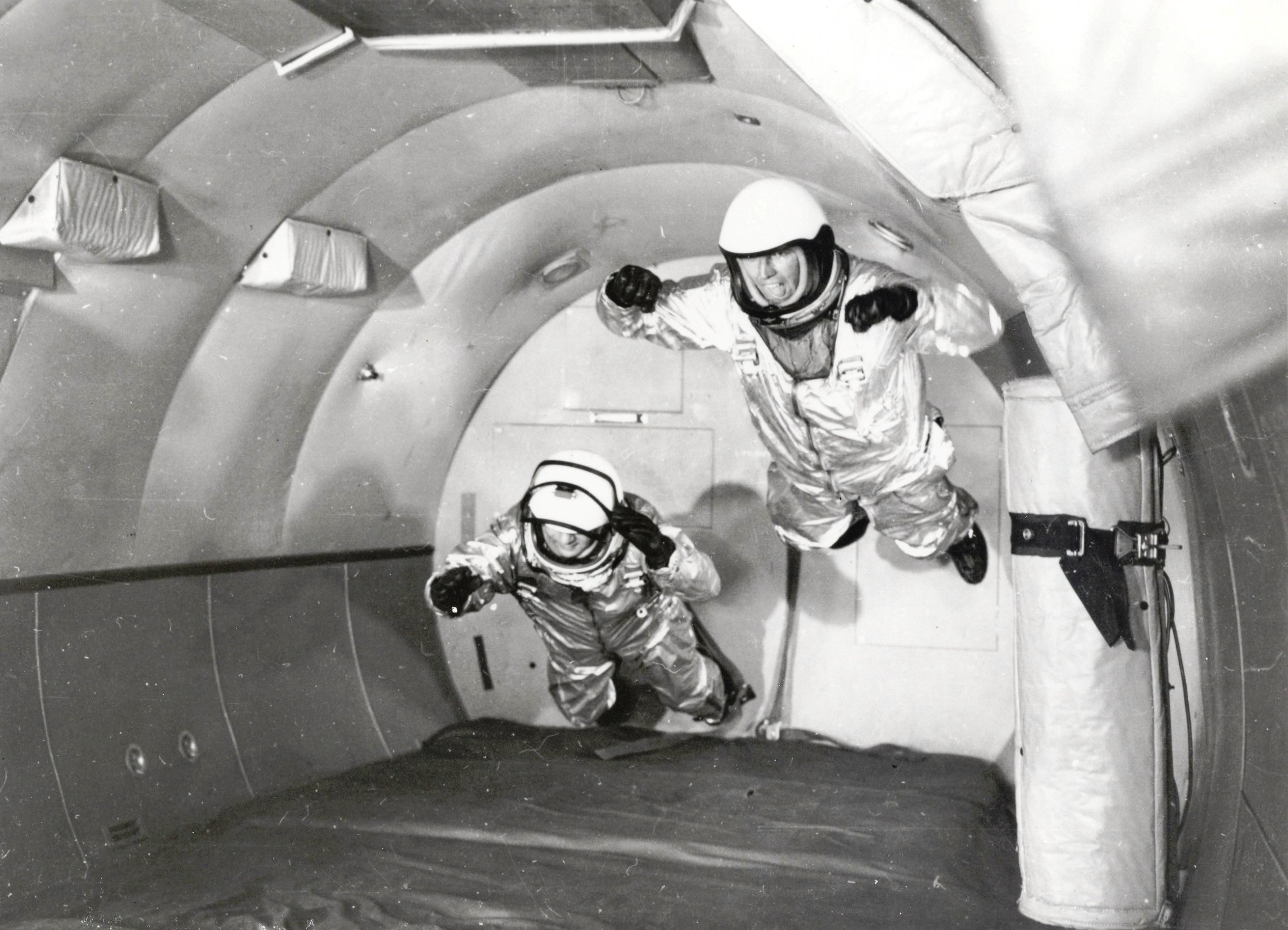
Entrenamiento de astronautas del Mercury en 1959.

La serie CV-240/340/440 fue usada por la Fuerza Aérea de los Estados Unidos para el transporte VIP y la evacuación médica, y fue designado como C-131 Samaritan. El primer modelo del Samaritan, el C-131A, fue un derivado del modelo CV-240, siendo entregado a la USAF en 1954.
El modelo de entrenador inicial, designado T-29, también estaba basado en el Convair 240 y fue usado para instruir a los navegantes de la USAF para todos los aviones de la misma y aquellos Oficiales de Vuelo Navales de la Armada (NFO) seleccionados para volar aviones navales basados en tierra. Las primeras entregas a la USAF se realizaron en 1950, seguidas por grandes cantidades de producción hasta principios de 1955. La USAF y la Armada operaron los T-29 en unidades separadas en localizaciones separadas hasta 1976. En 1974, los T-29 de la USAF de la 323d Flying Training Wing (323 FTW) en la Mather AFB, California, comenzaron a ser reemplazados por los T-43 (derivados del Boeing 737). En 1975, la Armada retiró todos sus T-29 asignados al Training Squadron Twenty-Nine (VT-29) en la NAS Corpus Christi, Texas, desactivando el escuadrón, y fusionando su programa avanzado de entrenamiento de navegantes para NFO basados en tierra con el programa de la Fuerza Aérea en la Mather AFB.
Una planeada versión de entrenamiento de bombardeo del T-29, designada T-32, nunca fue construida. El modelo CV-340 fue usado como base para la mayoría de los C-131D.
Además de las variantes del T-29, la Armada de los Estados Unidos también usó el Samaritan, designado inicialmente como R4Y hasta 1962, momento en el que los aviones navales también fueron redesignados como C-131.
Casi todos los C-131 abandonaron el inventario activo de la USAF a finales de los años 70, pero la Guardia Costera de Estados Unidos operó el avión hasta 1983, mientras que la Guardia Aérea Nacional y las unidades de la Armada operaron células C-131 adicionales, principalmente como Avión de Apoyo Operacional (OSA) en las alas de vuelo de la Guardia Aérea Nacional y como “avión estación” de las estaciones aéreas navales hasta 1990. El C-131 fue reemplazado principalmente por el C-9 Nightingale en el servicio regular de la USAF, reemplazando la Guardia Aérea Nacional sus OSA con aviones C-130 Hercules, y la Armada con C-12 Huron.
En 1959, un C-131 fue el primer avión usado como aeronave de gravedad reducida o “vomit comet”, para el entrenamiento de astronautas como parte del Proyecto Mercury.
Un Samaritan fue el primer avión usado como banco de pruebas volante de cañonero a mitad de 1963, en un programa conocido como “Project Tailchaser”. Un C-131B (número 53-7820) fue equipado con una mira en ventana lateral, pero en lugar de armas tenía cámaras en el área de carga. Finalmente, el C-131 fue transportado hasta la Eglin AFB en Florida, y se le instaló a bordo una General Electric Minigun tipo Gatling de 7,62 mm dentro de un contenedor de armamento SUU-11A/A. Se usó exitosamente munición real en pruebas tanto terrestres como marítimas.

## Accidentes e incidentes
- El 17 de diciembre de 1960, un C-131D Samaritan se estrelló en Múnich en lo que fue la mayor pérdida de vidas en un accidente en la capital bávara. Poco después del despegue, un motor falló y el piloto intentó volver a Riem con mucha niebla sobre Múnich. Debido a la limitada visibilidad, el avión golpeó el tejado de la iglesia de San Pablo cerca de Theresienwiese, y se estrelló contra un tranvía, muriendo las 20 personas que iban a bordo del avión, y las 32 en el tranvía.[8]
- El 8 de febrero de 2019, un C-131 que realizaba el Vuelo 504 de Conquest Air Cargo y volaba desde Nasáu (Bahamas) a Miami Opa-Locka, Florida, sufrió una pérdida de potencia en ambos motores y cayó al mar a unas 9 millas marinas de la costa de Florida, rompiéndose en el impacto. Uno de los dos pilotos a bordo fue rescatado, y el otro permanece desaparecido.[9]

## Variantes

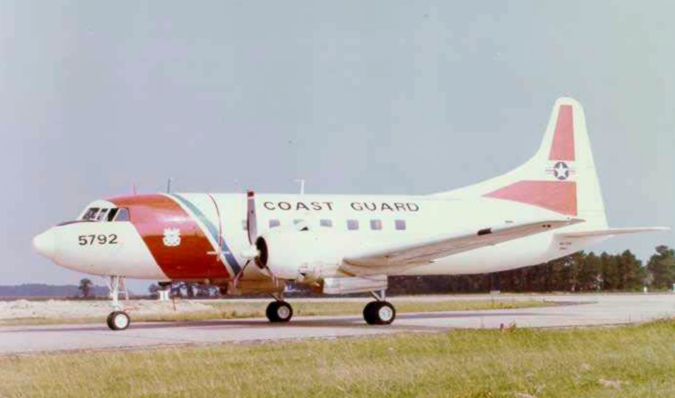
Un HC-131A de la Guardia Costera de Estados Unidos.

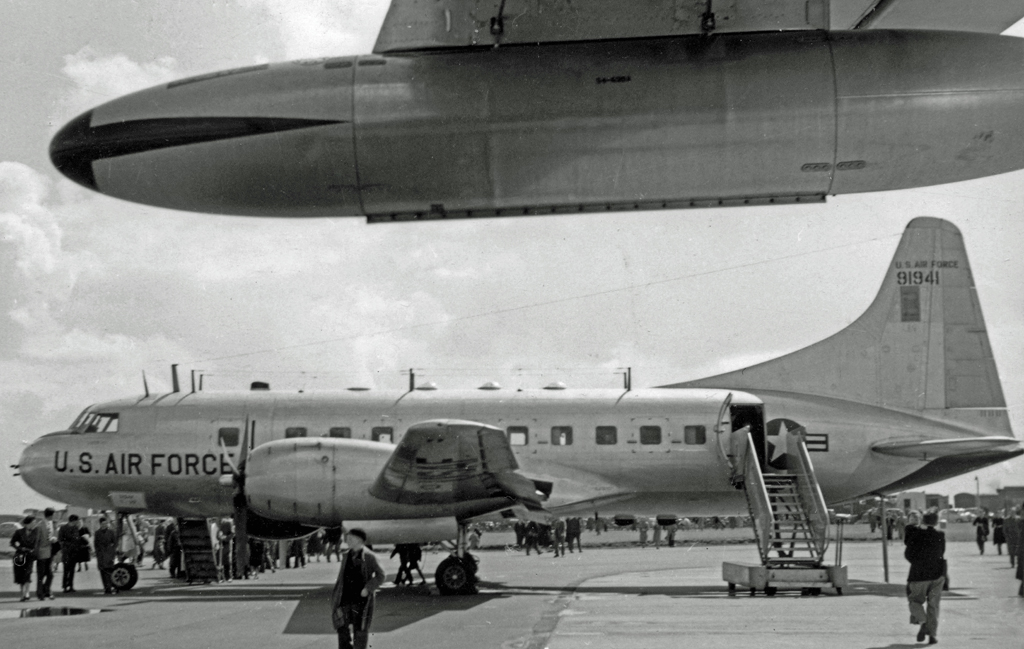
Entrenador de navegadores Convair T-29A de la Fuerza Aérea de Estados Unidos con cuatro astrodomos en la parte superior del fuselaje.

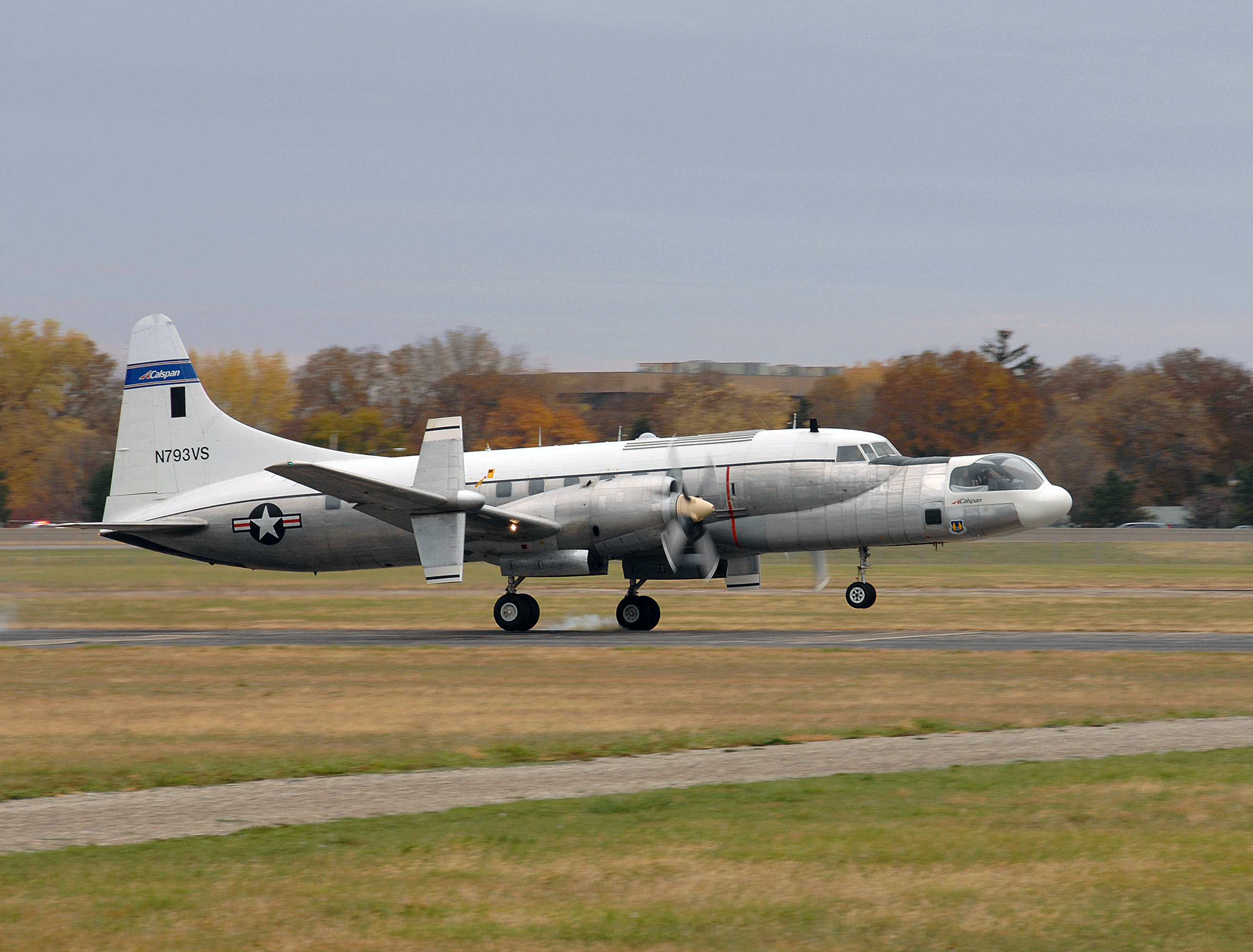
El NC-131H Simulador Total en Vuelo en la Base Wright-Patterson de la Fuerza Aérea, Ohio.

C-131A
Transporte para la Fuerza Aérea de los Estados Unidos basado en el Convair 240, capaz de llevar 39 pasajeros en asientos mirando hacia atrás o 20 camillas y 7 asientos, 26 construidos.
HC-131A
C-131A excedentes transferidos a la Guardia Costera de los Estados Unidos, 22 transferidos.
MC-131A
Designación temporal usada antes de 1962, cuando un C-131A fue usado para realizar tareas Medevac con 27 camillas.
VC-131A
Designación temporal usada antes de 1962, cuando un C-131A fue usado como avión ejecutivo.
C-131B
Modelo híbrido 240/340 con asientos para 48 pasajeros, 36 construidos.
JC-131B
C-131B convertido para el seguimiento de misiles, 6 conversiones.
NC-131B
Un C-131B usado para pruebas permanentes.
VC-131B
C-131B usado como transporte ejecutivo.
YC-131C
Dos Model 340 volados con motores Allison 501D-13.
C-131D
Versión militar del Model 340 con asientos para 44 pasajeros, 33 construidos.
VC-131D
C-131D usado como transporte ejecutivo.
C-131E
Versión de entrenamiento de contramedidas electrónicas para el Mando Aéreo Estratégico (SAC), más tarde designados TC-131E, 15 construidos y una conversión desde un C-131D, dos transferidos a la Armada de los Estados Unidos como R4Y-2.
TC-131E
C-131E redesignados.
C-131F
R4Y-1 redesignados.
RC-131F
Conversiones para el foto mapeo y búsqueda, seis conversiones.
VC-131F
R4Y-1Z redesignados.
C-131G
R4Y-2 redesignados.
EC-131G
Un C-131G modificado como entrenador electrónico.
RC-131G
Un C-131G modificado para realizar tareas de comprobación de las ayudas de las rutas aéreas.
VC-131G
C-131G usado como transporte ejecutivo.
C-131H
Otros modelos convertidos al estándar turbohélice del Model 580.
NC-131H
Una conversión con morro extendido incorporando una cabina separada como un Simulador Total en Vuelo. Este avión fue transferido al Museo Nacional de la Fuerza Aérea de Estados Unidos en la Wright-Patterson AFB, Ohio, el 7 de noviembre de 2008.
R4Y-1
Versión de la Armada de los Estados Unidos del Model 340 con 44 asientos para pasajeros, redesignado C-131F en 1962, 36 construidos.
R4Y-1Z
Transportes ejecutivos de la Armada de los Estados Unidos, redesignados VC-131F en 1962, uno construido y conversiones desde R4Y-1.
R4Y-2
Dos C-131E transferidos a la Armada de los Estados Unidos, redesignados C-131G en 1962, otros 13 adicionales cancelados.
R4Y-2Q
Versión  proyectada de contramedidas radar del R4Y-2, cinco cancelados.
R4Y-2S
Proyectada versión de entrenamiento de guerra antisubmarina de la Armada de los Estados Unidos, 14 pedidos finalmente cancelados.
XT-29
Prototipo de la versión de entrenador militar del Model 240 para la Fuerza Aérea de los Estados Unidos, dos construidos.
T-29A
Versión de producción inicial para entrenamiento de navegadores, cabina sin presurizar para 14 estudiantes, 46 construidos.
VT-29A
T-29A convertidos como transportes ejecutivos.
T-29B
Versión presurizada con espacio para 10 estudiantes navegadores y 4 radio operadores, 105 construidos.
NT-29B
Un T-29B usado para pruebas permanentes.
VT-29B
T-29B convertido en transporte ejecutivo con asientos para 29 o 32 pasajeros.
T-29C
T-29B con motores Pratt & Whitney R-2800-29W de 2500 hp, 119 construidos.
AT-29C
T-29C modificado para realizar tareas de comprobación de rutas aéreas, redesignado ET-29C en 1962.
ET-29C
AT-29C redesignados.
VT-29C
T-29C convertidos en transportes ejecutivos.
T-29D
Versión de entrenamiento de bombarderos del T-29C con espacio para 6 estudiantes, 93 construidos.
ET-29D
Conversión para comprobación de rutas aéreas del T-29D.
VT-29D
Conversión para transporte ejecutivo del T-29D.
XT-29E
Versión turbohélice propuesta del T-29B, no construida.
YT-32
Versión propuesta de entrenamiento de bombardeo con morro transparente, no construida.

## Operadores
Estados Unidos
- Fuerza Aérea de los Estados Unidos: operó aviones T-29 y C-131.
- Armada de los Estados Unidos: operó aviones R4Y/C-131 y T-29.
- Guardia Costera de Estados Unidos: operó aviones R4Y/C-131.
- NASA

 Paraguay
- Fuerza Aérea Paraguaya: operó un C-131D anteriormente operado por la USAF.[12]

## Supervivientes
HC-131A

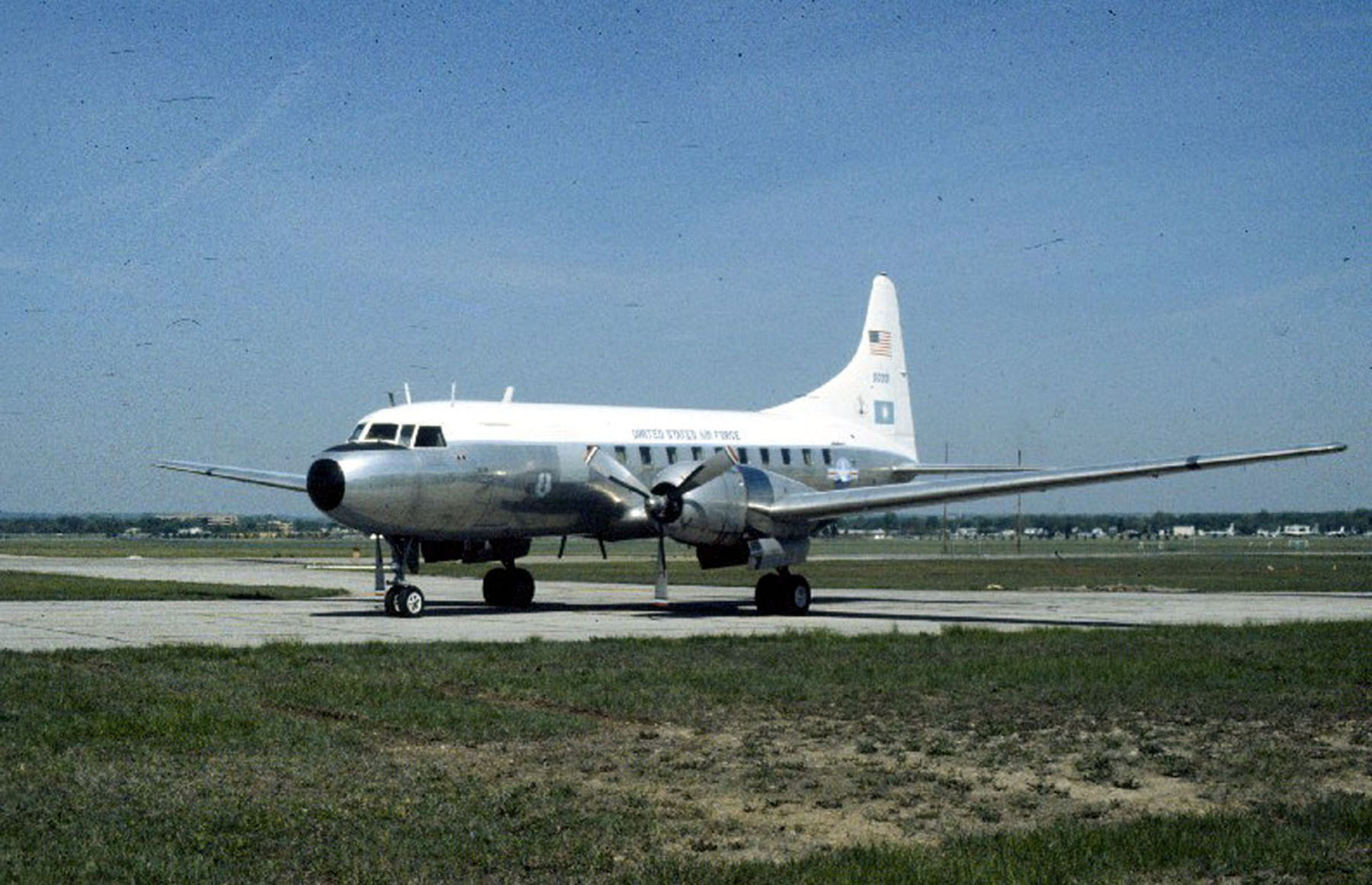
Convair C-131D de la USAF en el Museo de Dayton, Ohio.

- 52-5794: En exhibición en el Pueblo Weisbrod Aircraft Museum en Pueblo, Colorado.[13][14]
- 52-5800: en exhibición en el Edward H. White II Memorial Museum, Brooks AFB, Texas.

C-131A
- 55-4757: en exhibición en el Minnesota Air National Guard Museum en Minneapolis, Minnesota.[15]

C-131B
- 53-7811: último registro por Tatonduk Outfitters Limited en Fairbanks, Alaska. Este avión estuvo anteriormente en exhibición en el Kelly Field Heritage Museum, Base de la Fuerza Aérea Lackland, Texas.[16]
- 53-7821: en exhibición en el Air Force Armament Museum, Base de la Fuerza Aérea Eglin, Florida.[17]

C-131D
- 54-2806: en exhibición en el Jimmy Doolittle Air & Space Museum, Travis AFB, California.[18]
- 54-2808: en exhibición en el March Field Air Museum, March ARB (antigua March AFB), Riverside, California.[19]
- 54-2810: almacenado en la Burlington Air National Guard Base en Burlington, Vermont.[20]
- 54-2822: en exhibición en el Aerospace Museum of California, antigua Base de la Fuerza Aérea McClellan, California.[21]
- 55-0292: en exhibición en el South Dakota Air and Space Museum, Ellsworth AFB, South Dakota.[22]
- 55-0293: en exhibición en el Selfridge Military Air Museum, Selfridge Air National Guard Base, Míchigan.[23][24]
- 55-0294: en exhibición en el The Leonardo Museum, Salt Lake City, UT.[25]
- 55-0295: en exhibición en el Air Mobility Command Museum, Base de la Fuerza Aérea Dover, Delaware.[26]
- 55-0300: en exhibición en el Hill Aerospace Museum, Hill AFB, Utah.[27]
- 55-0301: solo cabina de propietario desconocido en Kenosha, Wisconsin. La célula había estado previamente en exhibición en el Museo Nacional de la Fuerza Aérea de Estados Unidos, pero fue desguazada antes de 2009.[28][29]

C-131F
- 140996: en servicio como N351FL. Realizaba vuelos nocturnos desde Aeropuerto Internacional de Phoenix-Sky Harbor a California y regreso, en enero de 2017.[30]
- 141013: en exhibición en el Yanks Air Museum en Chino, California.[31]
- 141015: en exhibición en el National Museum of Naval Aviation, NAS Pensacola, Florida.[32]
- 141017: en exhibición en el Pima Air & Space Museum en Tucson, Arizona.[33]
- 141025: almacenado en el the Pima Air & Space Museum en Tucson, Arizona.[34]

NC-131H
- 53-7793: en exhibición en el Museo Nacional de la Fuerza Aérea de Estados Unidos en Dayton, Ohio.[35][36]

T-29A
- 49-1934: en exhibición en la Sheppard AFB, Texas.[37]
- 50-0190: en exhibición en el Strategic Air and Space Museum en Ashland (Nebraska).[38]

T-29B
- 51-7906: en exhibición en el Pima Air & Space Museum en Tucson, Arizona.[39]

T-29C
- 53-3489: en exhibición en la zona del 12th Flying Training Wing, Base de la Fuerza Aérea Randolph, Texas.[40]

## Especificaciones (C-131B)
Referencia datos: United States Military Aircraft since 1909

### Características generales
- Tripulación: Cuatro
- Capacidad: 48 pasajeros
- Longitud: 24,1 m (79,2 ft)
- Envergadura: 32,1 m (105,3 ft)
- Altura: 8,6 m (28,2 ft)
- Superficie alar: 85,5 m² (920,3 ft²)
- Peso vacío: 13 294 kg (29 300 lb)
- Peso máximo al despegue: 21 363 kg (47 084,1 lb)
- Planta motriz: 2× motor radial de 18 cilindros en dos filas refrigerado por aire Pratt & Whitney R-2800-99 "Double Wasp".
  - Potencia: 1865 kW (2571 HP; 2536 CV) cada uno.

### Rendimiento
- Velocidad máxima operativa (Vno): 472 km/h (293 MPH; 255 kt)
- Velocidad crucero (Vc): 409 km/h (254 MPH; 221 kt)
- Alcance: 725 km (391 nmi; 450 mi)
- Techo de vuelo: 7470 m (24 508 ft)
- Régimen de ascenso: 7,2 m/s (1417 ft/min)

## Aeronaves relacionadas

### Desarrollos relacionados
- Canadair CC-109 Cosmopolitan
- Convair CV-240

### Aeronaves similares
- Airspeed Ambassador
- Vickers VC.1 Viking

### Secuencias de designación
- Secuencia C-_ (Aviones de Carga del USAAC/USAAF/USAF, 1924-1962): ← C-128 - C-129 - C-130/J - C-131 - C-132 - C-133 - C-134 →
- Secuencia T-_ (Entrenadores estadounidenses, 1948-presente): T-28 - T-29 - T-30 - T-31 - T-32 - T-33 - T-34 - T-35 →
- Secuencia R_Y (Aviones de Transporte de la Armada estadounidense, 1931-1962 (Consolidated, 1926-54)): RY - R2Y - R3Y - R4Y